# バサースト (ニューブランズウィック州)
バサースト（英: Bathurst）は、カナダのニューブランズウィック州の北部、シャルール湾南部の川の河口に位置する。
17世紀にフランスからの初期の入植者が入ってくるようになり、後の植民地アカディアの一部となる。
七年戦争でアカディアがイギリスの支配下に落ちると18世紀から20世紀にかけてイギリスとスコットランドからの入植が進んだ。都市の名は第3代バサースト伯爵ヘンリー・バサーストに由来する。
1876年に鉄道が開通しバサースト港と結ばれるようになったことから林業と亜鉛の鉱山業が主要な産業として発展した。1881年にロマンカトリック教会がサクレ・クール教会を建てた。

## 人口動勢
| 母語話者（バサースト ）2016 | 母語話者（バサースト ）2016 | 母語話者（バサースト ）2016 | 母語話者（バサースト ）2016 | 母語話者（バサースト ）2016 |
| --------------------------- | --------------------------- | --------------------------- | --------------------------- | --------------------------- |
|                             |                             |                             |                             |                             |
| フランス語                  | フランス語                  |                             | 49.39%                      | 49.39%                      |
| 英語                        | 英語                        |                             | 47.07%                      | 47.07%                      |

都市の人口は英語話者と仏語話者がおおよそ半々にわかれている。
- 英語 6,015人
- フランス語 6,205人
- バイリンガル 335人
- その他の言語 70人

（2001年統計）
宗教はカトリックがおよそ80%を占める。

## 教育
- ネピジグイット高等学校

## 交通

### 空港
- バサースト空港 - 小規模な空港でモントリオールに定期便が飛んでいる。